# Lucky Jim
Lucky Jim er en amerikansk stumfilm fra 1909 af D. W. Griffith. Blev oprindeligt udgivet på en splittet rulle, hvor den anden film var Twin Brothers.

## Medvirkende
- Marion Leonard - Gertrude
- Mack Sennett - Jack
- Herbert Yost - Jim
- Anita Hendrie
- David Miles